# Mälarstrandens sommarbebyggelse

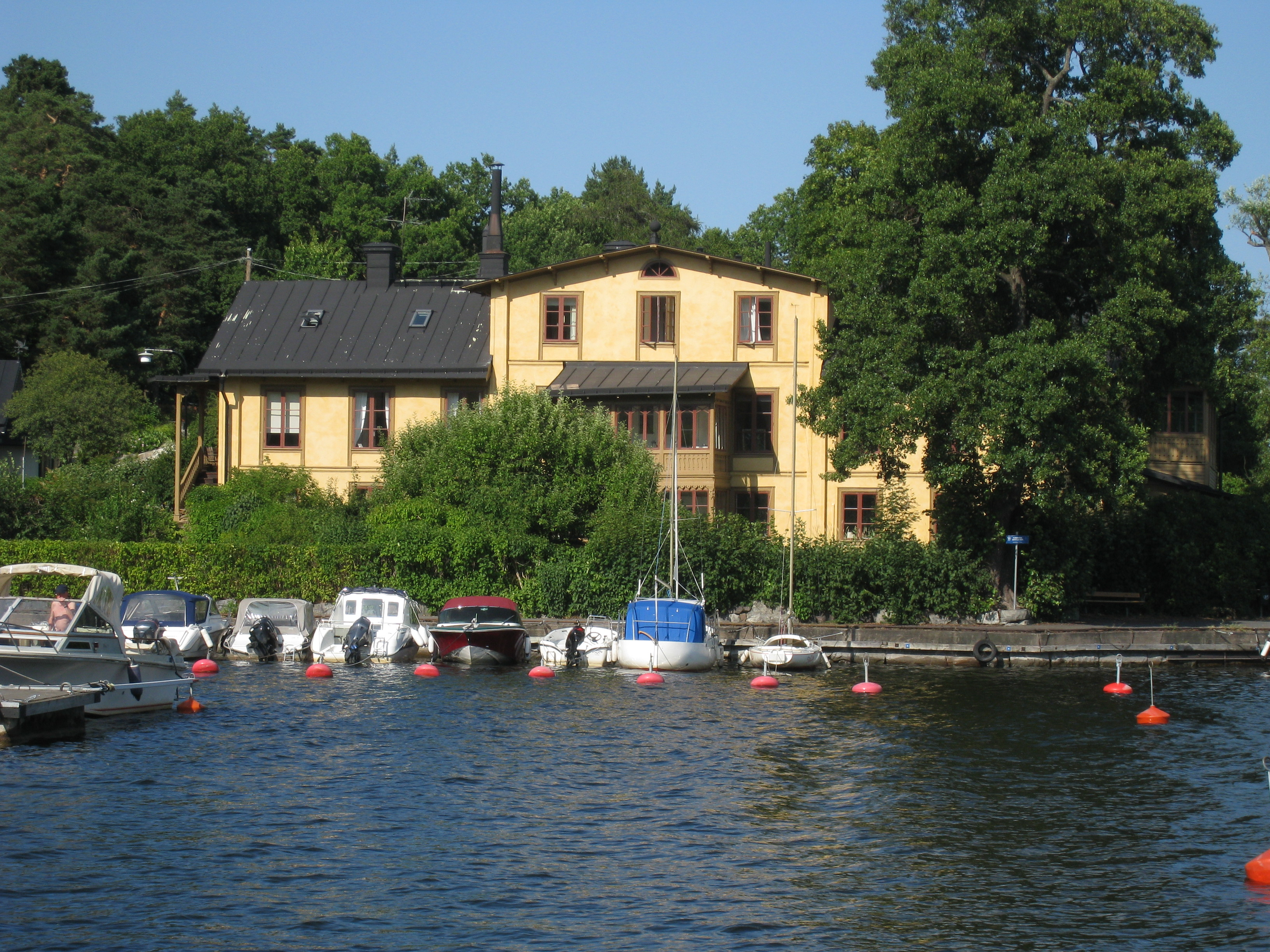
Stora Sjövillan vid Mälarstranden i Äppelviken. Huset var ett före detta bränneri.

Mälarstrandens sommarbebyggelse är ett område i stadsdelen Äppelviken i södra Bromma väster om Stockholm som ingår i ett stråk av bebyggelse, som av Stockholms stadsmuseum pekats ut som en ålderdomlig och kulturhistoriskt värdefull miljö. Stora Sjövillan och grannhusen blev sommarnöjen för stockholmarna. Från 1870 var den vackra viken mycket attraktiv för sommargäster. När stadsdelen Äppelviken byggdes ut under åren 1913–1919 inordnades en del av husen i kvartersmönstret, medan sjövillorna ligger mera fritt i Mälarparken.
De äldre husen vid Äppelvikshamnen är mest kända för att ha varit ett sommarparadis för stockholmsborgare under åren 1870-1910. Sommarnöjesperioden tog sin början 1866 och sträckte sig fram till mitten av 1880-talet. Äppelviksvägen leder ned till en vik vid Mälarstranden mitt emot Stora Essingen. Området ligger vid Äppelvikshamnen. Namnet Äppelviken kommer från ett torp från 1750-talet. Torpet köptes loss från Ulvsunda 1818 av grosshandlare Gustaf Daevel som startade en av Brommas första industrier i detta område. Fabriken tillverkade berlinerblått, en färg som bland annat används för textiltillverkning och som än idag ingår i olje- och vattenfärger.

## Historik

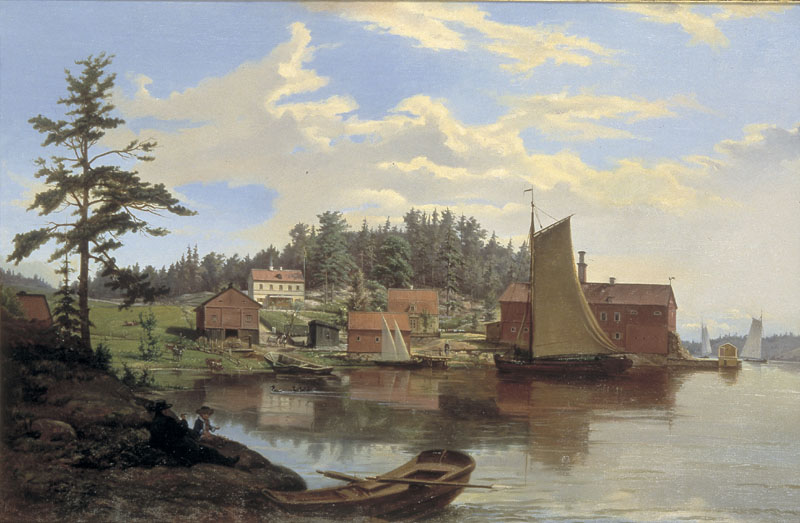
Äppelvikens gård och Stora Sjövillan som de såg ut i miten av 1800-talet. Hit flyttade Lars Fredrik Blackstadius och började så småningom även att tillverka brännvin.
Oljemålningen från 1856 av Johan Zacharias Blackstadius, bror till Lars Fredrik Blackstadius, finns på Stockholms stadsmuseum.

Gamla Äppelviken med hamn, gård, bränneri och färgeri. Oljemålning av Carl August Fahlgren 1891.

Första gången man finner namnet Äppelviken är på Ulvsundakartan från 1743, då som en "lägenhet". I 1754 års jordebok är det noterat som frälsetorp under Ulvsunda.Vid denna tid, i mitten på 1700-talet, tillkom antagligen de äldsta delarna av torpet, som sedan blev Äppelvikens gård och ligger vid Äppelviksvägen 31 i Äppelviken. Här vid stranden nedanför vägen mot Mälarparken finns flera byggnader kvar från Blackstadius tid. En del av husen kring gården hyrdes ut som sommarnöjen.

## Mälarstrandens sommarbebyggelse
Mellan Kulan och Stora Sjövillan ligger Alphyddan, ett litet trähus från 1800-talets slut. Mangelboden var under bränneritiden spannmålskvarn. Lilla Sjövillan, bakom Mangelboden, byggdes om 1908. Huset Kulan, som också ingått i gårdssamlingen, har adress Äppelviksvägen 37. Huvudbyggnaden till Äppelvikens gård, det tidigare Äppelvikstorpet, tillhör visserligen inte sommarbebyggelsen alldeles vid Mälarens strand, men tas ändå med i detta sammanhang. Byggnaden ligger på Äppelviksvägen 31 ett stycke upp i backen och smälter nu in i villaområdet. Närmare Alvik finns rester efter Bergshyddan. I Bergshyddan brände Blackstadius brännvin av renlav åren 1867-1874. Därefter byggdes även detta hus om för sommargäster. Hela området kring Mälarstrandens sommarbebyggelse i Äppelviken är en kulturhistoriskt värdefull miljö, enligt Stockholms stadsmuseum. Husen ska skyddas, de är blå- och grönmarkerade. Vid ångbåtsbryggan finns äldre träd kvar. De står som portar till bryggan och bör skyddas.Blått är den högsta klassen och omfattar synnerligen kulturhistoriskt värdefull bebyggelse som motsvarar fordringarna för byggnadsminnen i kulturminneslagen. Grön klassning innebär också ett högt kulturhistoriskt värde och betyder att bebyggelsen är särskilt värdefull från historisk, kulturhistorisk, miljömässig eller konstnärlig synpunkt.
Kajen och ångbåtsbryggan vid Äppelvikshamnen finns kvar tillsammans med Äppelvikens gård och fem av de gamla boningshusen, Stora Sjövillan, Lilla Sjövillan, Alphyddan, Mangelbodsvillan och Kulan. Däremot finns Bergshyddan och Äppelvikens kallbadhus ej längre kvar.

## Äppelvikshamnen

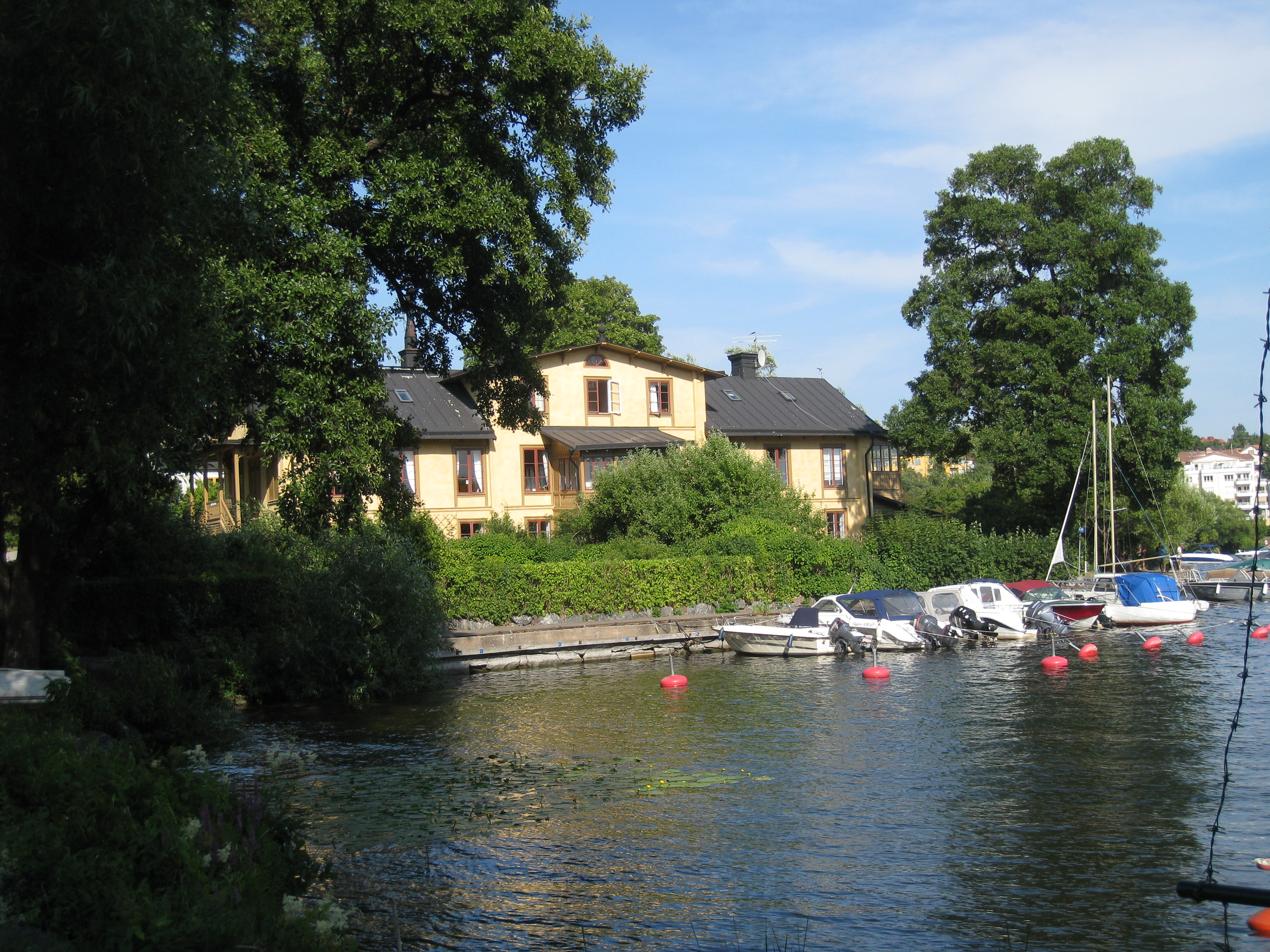
Äppelvikshamnen.

Vid Äppelvikshamnen låg det tidigare en stor brygga. Det var en specialbyggd kaj i Äppelvikshamnen för byggnationen av de engelska radhusen i Kvarteret Drivbänken vid Alléparken som byggdes åren 1919-1920. För att rationalisera byggandet och nedbringa kostnaderna gjorde man samlade inköp av byggnadsmaterial, som lossades vid Äppelvikshamnen.
Idag finns bara fritidsbåtar i hamnen efter Stora Sjövillan. Kajen och ångbåtsbryggan av natursten, sydöst om Stora Sjövillan, är av historiskt värde för området och för Stockholms kommunikationshistoria. Några äldre träd som kantar tomter och står som portar till ångbåtsbryggan bör skyddas, enligt Stockholms stadsmuseum.

## Borgberget
Sydväst om hamnen börjar Borgberget, som är 43 meter högt. Från Borgberget har man en fin utsikt över Mälaren och omgivningarna. Borgbergets udde vid Mälarens vik kallas här "Blackstadius udde", därför att det var därifrån som konstnären Johan Zacharias Blackstadius 1856 målade sin berömda tavla av byggnaderna vid Äppelviken.

## Äppelvikens gård

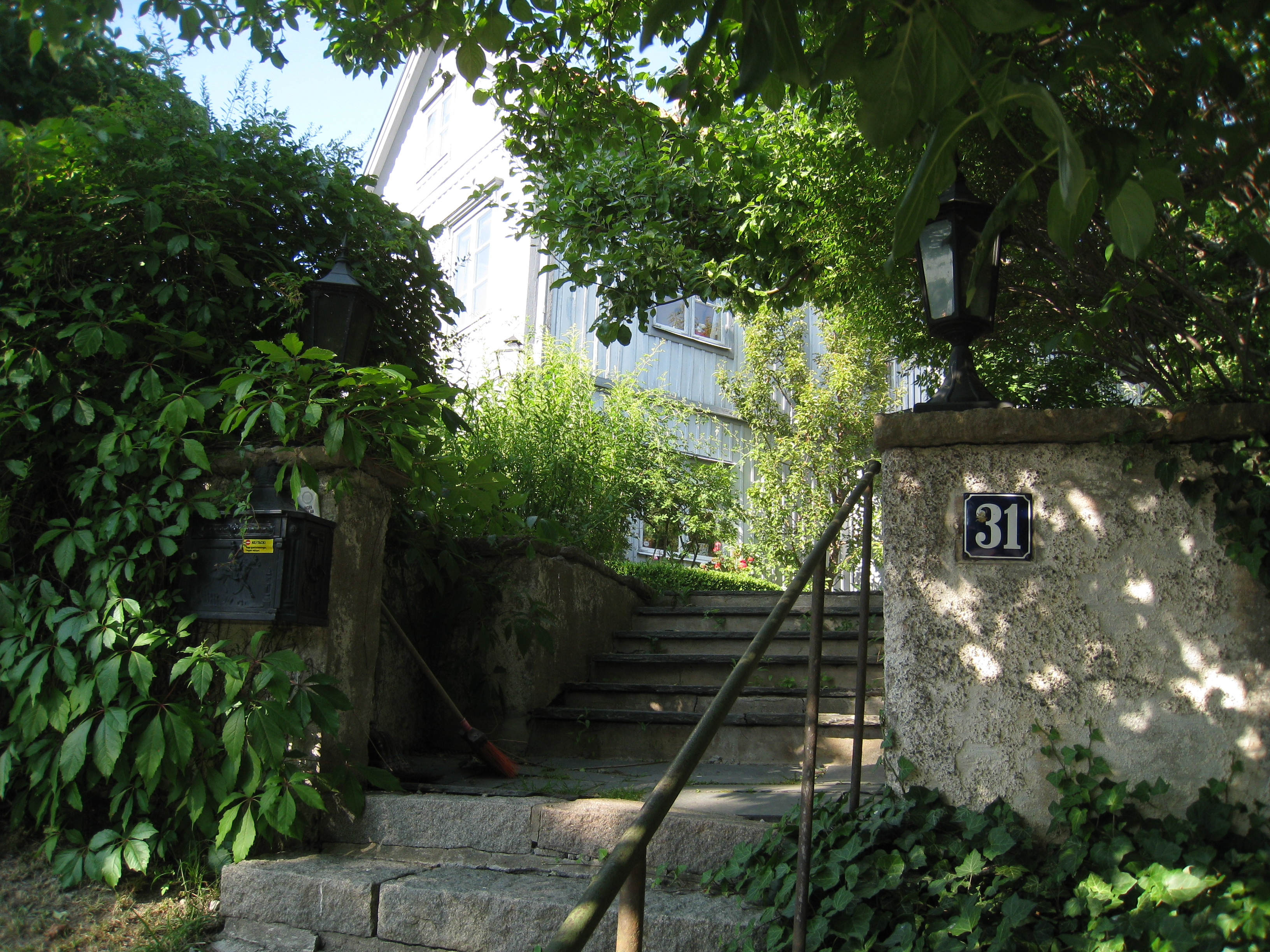
Äppelvikens gård kan endast skymtas från Mälarstranden. De äldsta delarna av detta hus är från 1750-talet.

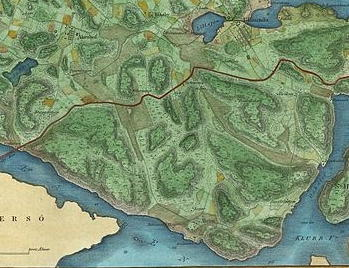
"1829 års Brommakarta" visar att Äppelvikshamnen låg i en dalgång i den lilla viken mitt emot Stora Essingen.

Äppelvikens gård kan ingå i en beskrivning av Mälarstrandens sommarbebyggelse, eftersom byggnaden var det äldsta huset, som uppfördes nära viken vid Mälarens strand och finns kvar än idag.
Äppelvikens gård ligger ovanför Äppelvikens båtklubb en bit upp på Äppelviksvägen vid nuvarande Äppelviksvägen 31 och där kan man skymta Äppelvikens gård, som idag är en av villorna vid vägen. Den äldsta delen av huset har anor från 1700-talet, men huset har byggts om flera gånger sedan det ursprungligen uppfördes som torpbyggnad på 1750-talet. Men nu har huset i huvudsak utformning från 1800-talets förra hälft. År 1857 köpte Blackstadius torpet Äppelvikens gård av en grosshandlare Gustaf Daevel, som omkring år 1818 hade friköpt gården från Ulvsunda. Till gården hörde bland annat uthus, ladugård och ett lusthus. Av dessa fanns senare endast en ladugårdsbyggnad kvar. Äppelvikens gård fanns omnämnt för första gången i 1754 års jordebok som ett frälsetorp under godset Ulvsunda slott och från den tiden finns endast grundmuren av huset kvar.
Gården ägdes då av bryggaren och destillatorn Lars Fredrik Blackstadius (1814-1881), som drev brännvinsbränneri i Stora Sjövillan. Nere ifrån Mälarstranden kan man endast skymta den gamla Äppelvikens gård. Huset har byggts om flera gånger sedan den ursprungligen uppfördes som torpbostad på 1750-talet. Huset har förändrats i flera omgångar genom tillbyggnader. På andra sidan vägen låg ekonomibyggnaderna. Till gården hörde bland annat uthus, ladugård och ett lusthus, av vilka endast en ladugårdsbyggnad finns bevarad. Sedan Äppelvikens gård byggdes har huset förändrats i flera omgångar. Ladan/förrådshuset bedöms idag ha ett högt kulturhistoriskt värde, enligt Stockholms stadsmuseum.
Lars Fredrik Blackstadius sålde sin gård till fabrikör Lars Montén (1785-1872). Lars Montén och hans arvingar ägde Äppelvikens gård åren 1867-1908, då gården såldes till Stockholms stad. Monténs systersonson Eric Bergstedt använde Kulan som sin sommarbostad. 1908 såldes "frälsesäteriet Äppelviken" till Stockholms stad. Det bestod då av åtta boningshus, av vilka sju var uthyrda till sommargäster. Dessutom fanns det två uthuslängor och två lador, lusthus, badhus och ångbåtsbrygga.
Äppelvikens gård, som från början var ett torp, hörde under Ulvsunda och återfinns i 1754 och 1777 års jordebok. Torpet nämns i husförslängder 1779-1810. På 1789 års karta anges Äppelviken som ett frälsetorp, vilket det blev 1754 enligt 1754 års jordebok. På kartorna 1817 och 1829 har Äppelviken blivit hemman. Carl af Forsell nämner Äppelviken som frälsesäteri. Övergång från torp till säteri har skett i början av 1800-talet.
Mellan smedjan och ladugården nedanför villan i backen anlades1866 trädgården med bland annat fruktträd. Vid ladugårdens gavel åt sjösidan byggdes senare ett vagnslider. Jordbruket var inte av någon större betydelse i Äppelviken. Endast potatis odlades. Utsädet var två tunnor och medelavkastningen 12 tunnor. Gården höll endast tre hästar och två kor och beboddes av fyra personer. Hur huset såg ut för ett par hundra år sedan, finns det inga uppgifter om. De rester som bevarats, sedan huset byggdes på 1740- eller 1750-talet, är en cirka 1 meter tjock stenmur, som låg till höger om entrén. Innanför muren låg en källare eller förvaringsutrymmen. Muren är nu delvis borttagen och i källaren har inrymts sovrum och badrum.

## Villorna vid Äppelvikshamnen

### Stora Sjövillan[5]

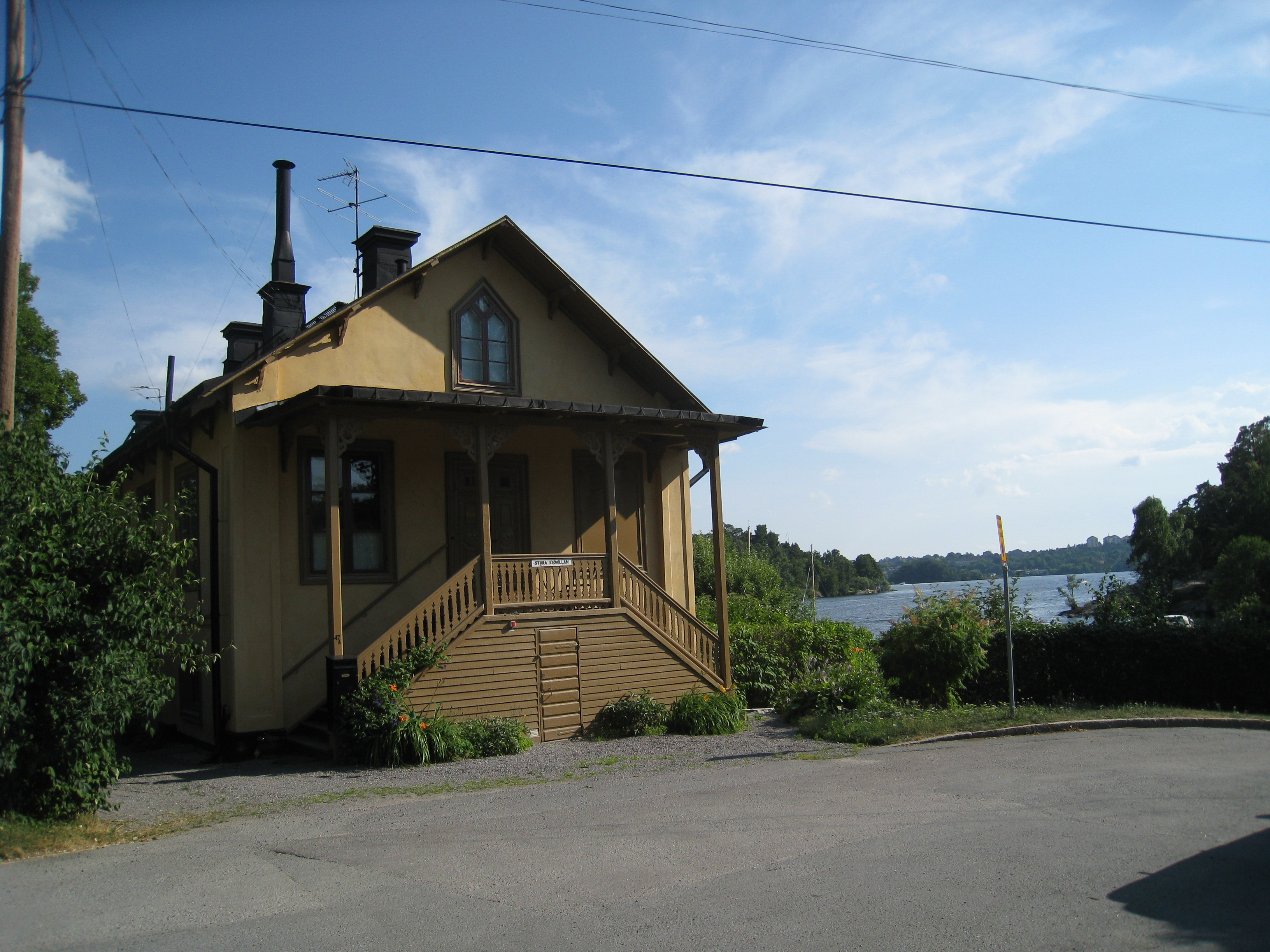
Entréverandan till Stora Sjövillan vid Äppelviksvägen 47. I bakgrunden syns Mälaren.

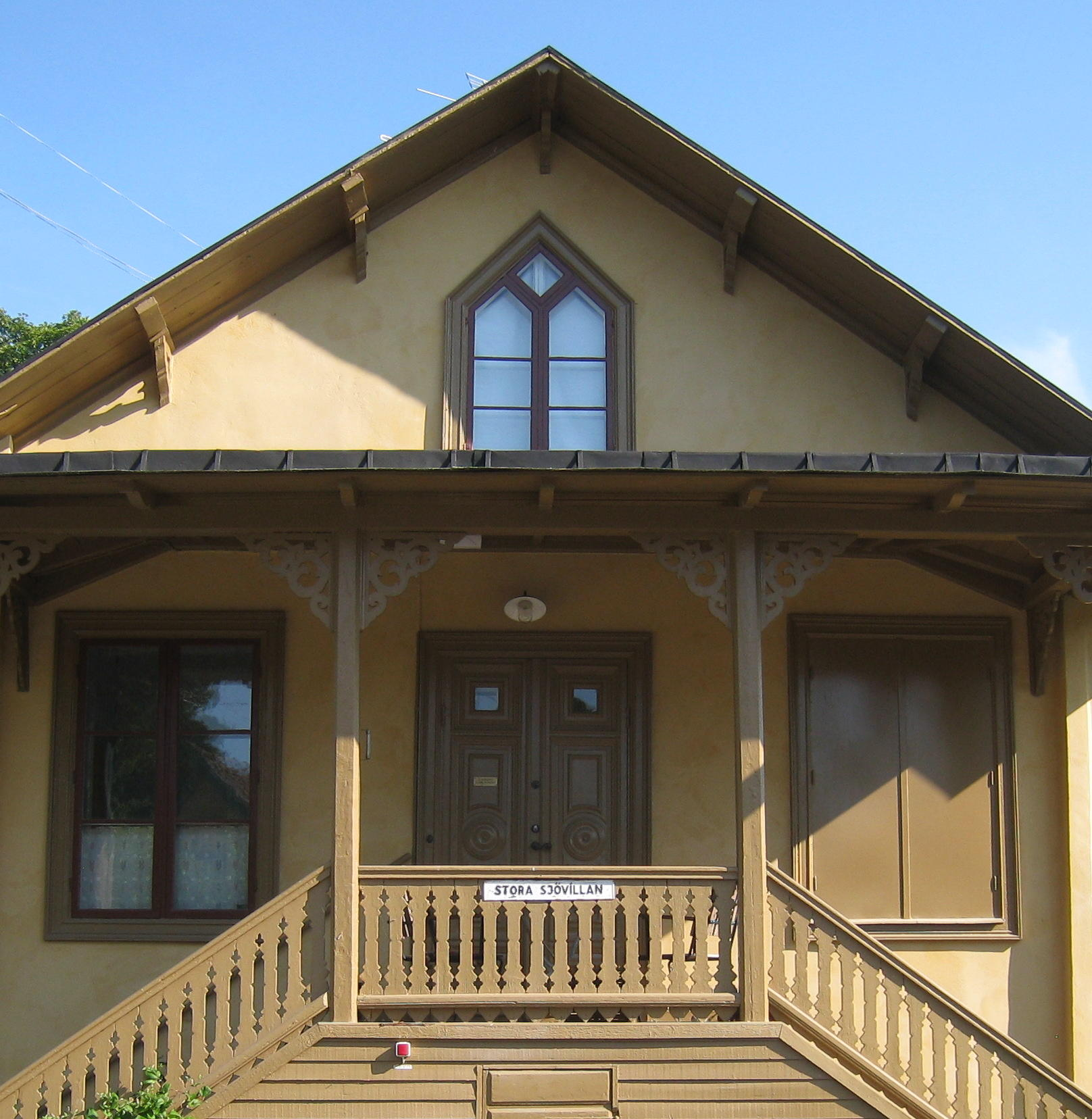
Stora Sjövillan, närbild av norra fasaden.

Stora Sjövillan, på Äppelviksvägen 47A, 47B och 47C, byggdes 1847 av bryggaren och destillatorn Lars Fredrik Blackstadius (1814-1881). Här brände han brännvin fram till 1864. Idag kallas huset Stora Sjövillan.
Efter några år i det mindre Äppelvikens gård uppförde Lars Fredrik Blackstadius ett nytt hus, som var beläget litet sydost om gården. Huset skulle användas för tillverkning av brännvin. Byggnaden i kvarteret Flyttblocket 3, hade under Blackstadius tid två våningar med vind och källare och var rödmålad. Intill bränneriet fanns då även en kvarn och ett magasin. Det stora tvåvåningshuset byggde Blackstadius för att bränna brännvin.
Blackstadius var ägare till huset och här brände han brännvin fram till 1864. År 1864 lades bränningen ned och bränneriet byggdes helt och hållet om till corps-de-logis (manbyggnad). Övre våningen inreddes med flera rum i fil. Rummen måste ha gjort ett praktfullt intryck med sina helfranska dörrar. Huset inreddes till sommarbostad. När bränneriet lades ner och Stora Sjövillan byggdes om till manbyggnad för familjen Blackstadius försågs huset med tre verandor. Fram till 1866 använde han det som sommarbostad. Efter några år hyrdes övervåningen ut till sommargäster. 1867 lät Blackstadius bygga om Stora Sjövillan och huset inreddes som sommarbostäder för sommargäster för uthyrning. Under denna tid fungerade den södra verandan som väntrum för ångbåtsgästerna. På 1880-talet byggdes Stora Sjövillan om till permanentbostad. Kring sekelskiftet 1900 uppfördes de kringliggande sommarhusen. Verandan i öster användes som väntrum för ångbåtspassagerare, som steg på och av vid ångbåtsbryggan, som fortfarande finns kvar. Den obligatoriska syrenhäcken finns också kvar. Nu är Stora Sjövillan permanentbostad för 4-5 familjer. Idag är Stora Sjövillan är blåmarkerad och har ett synnerligen högt kulturhistoriskt värde.
Den gula träbyggnaden är i två våningar med en souterrängvåning och inredd vind och källare. Huset har sadeltak, frontespis och veranda. Det nuvarande utseendet är uppskattningsvis från slutet av 1800-talet, då huset byggdes om från sommarbostad till permanentbostad.
I Stora Sjövillan bodde en Ernst Rolf, som här skrev kupletten En flicka i Äppelviken.  Mot Alvik och över Borgberget till Smedslätten följer slingrande promenadstigar klipporna utmed vattnet.

### Lilla Sjövillan

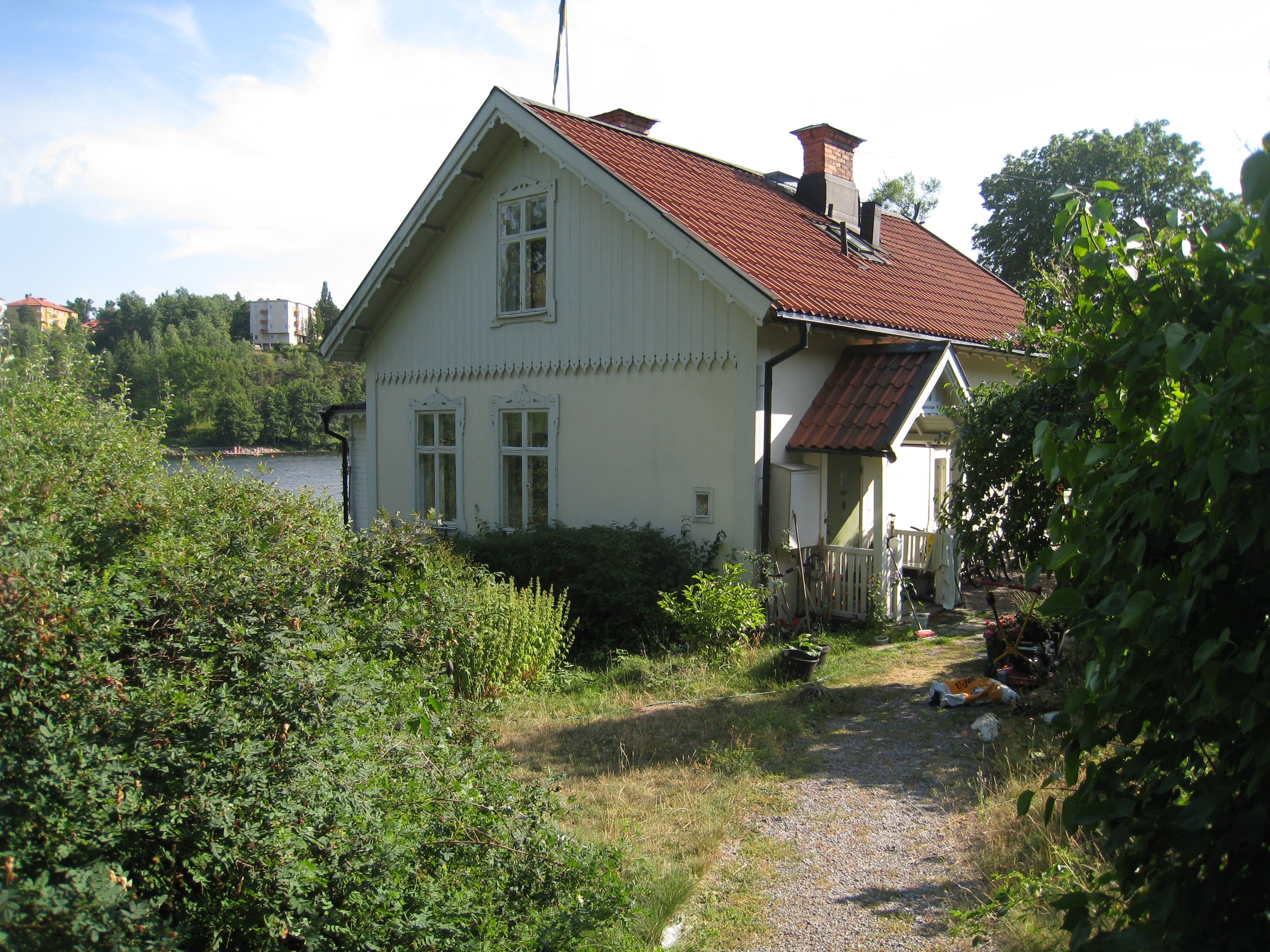
Lilla Sjövillan.

Lilla Sjövillan på Äppelviksvägen 43 byggdes under senare delen av 1800-talet som sommarbostad. Huset användes också i början som tvättstuga för familjen Blackstadius och sommargäster. Numera är den permanentbostad. Lilla Sjövillan har syrenhäck och en rik blomsterfägring i trädgården samt en brygga vid sjön.

### Alphyddan[10]

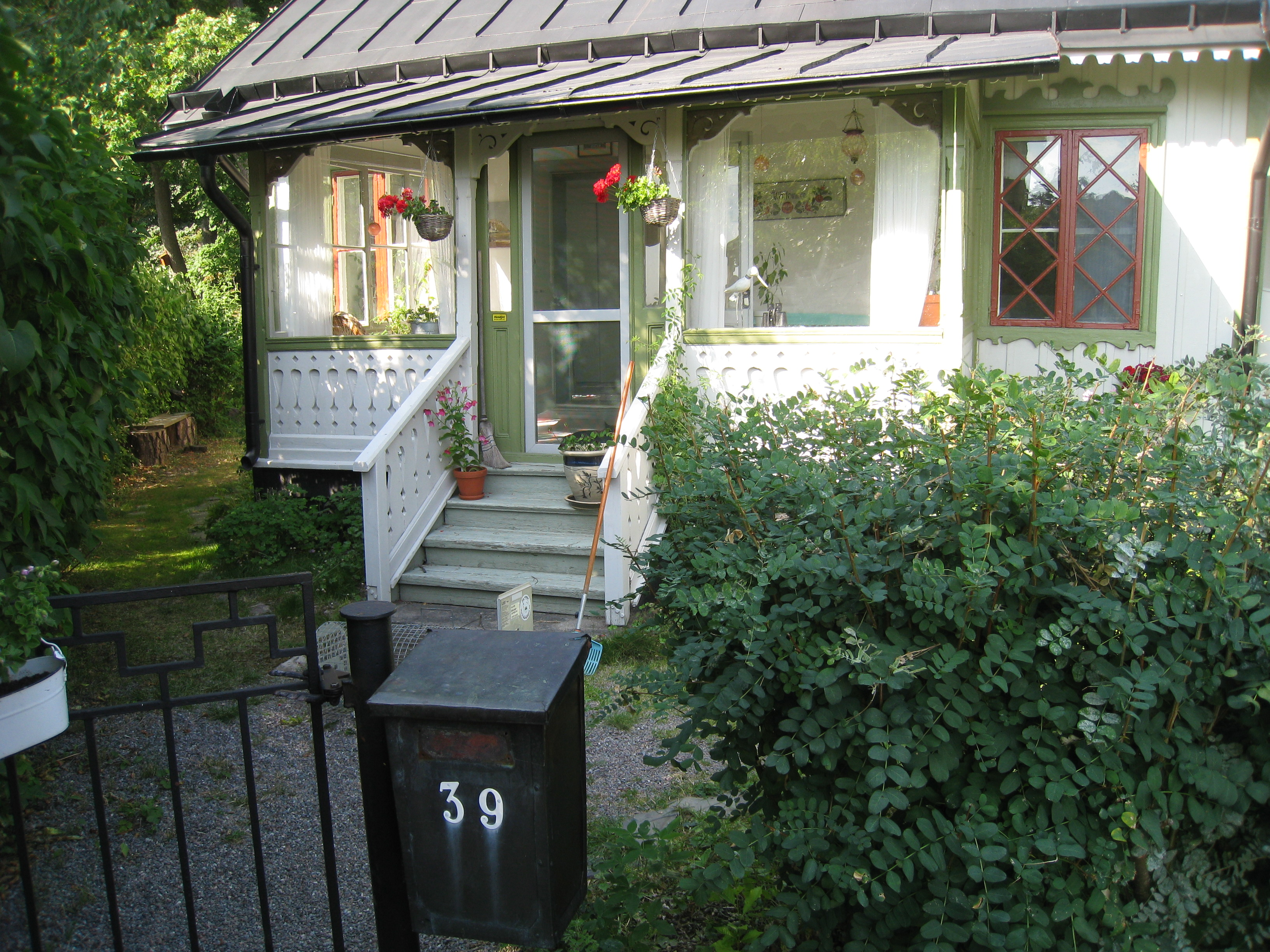
Alphyddan från sydväst. En trätrappa leder upp från marken till dörren. På entréverandan finns en grönmålad, glasad dörr med fyllningar i nederdelen samt två glasade sidopartier.

Alphyddan på Äppelviksvägen 39 byggdes i senare delen av 1800-talet som sommarbostad. Det är oklart varifrån namnet kommer. Idag är huset permanentbostad, men har kvar sin karaktär av sommarbostad. Huset har en veranda full av snickarglädje. Byggnaden är i en våning med inredd vind, uppförd i slutet på 1800-talet och har bevarat sin karaktär från det sena 1800-talet. Alphyddans fasadbeklädnad har locklistpanel, på gavlarna har panelen dekorsågad avslutning som inramar gavelröstet. Taket är täckt med rödmålad plåt. Takfoten är utskjutande med profilerade taktassar, snickeridekor i vindskivor. Mot nordost finns en takpåbyggnad, till formen likt en hög takkupa som kragar ut från taket och stöds med trästolpar på marken, som utgör entré till den inredda vinden. En trätrappa leder upp från marken till dörren. På entréverandan finns en grönmålad, glasad dörr med fyllningar i nederdelen samt två glasade sidopartier. Mot sydost finns en gulmålad pardörr med trätrappa till en inbyggd farstu. Till vindutrymmet finns en grönmålad trädörr med fyllningar och fönster till vindsutrymmet. Några av fönstren har krysspröjsad ytterbåge. Alphyddan har grönmålade snickerier och vitmålade omfattningar, varav några är dekorsågade. Mot sydväst finns en glasad entréveranda, som har vitmålat räcke med lövsågeridekor, ospröjsade fönster och trätrappa. På sydöstra gaveln finns en inbyggd veranda med trätrappa framför. Bägge har tak täckt med rödmålad plåt.

### Mangelbodsvillan[11]

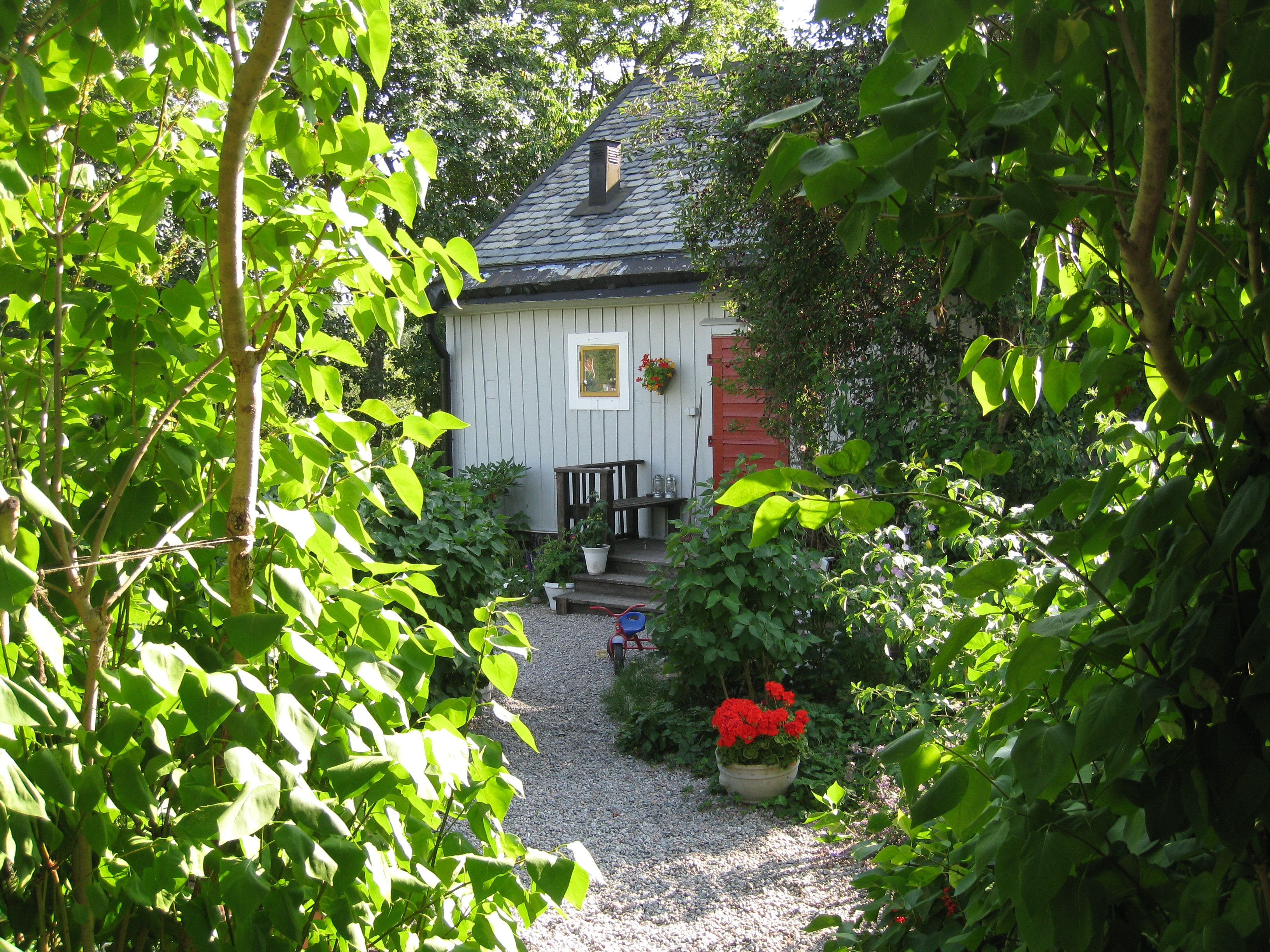
Mangelbodsvillan i full grönska.

Mangelbodsvillan på Äppelviksvägen 45 ligger bakom Stora Sjövillan och byggdes under senare delen av 1800-talet (1857-1865)
som sommarbostad. Det är en byggnad i en våning. Under bränneriets blomstringstid uppfördes en spannmålskvarn öster om Stora Sjövillan, med en tillhörande hästvandring. När bränneriet lades ned (1864) bosatte sig familjen Blackstadius i Stora Sjövillan, som inreddes som bostad. Kvarnen byggdes om till mangelbod som nyttjades av Blackstadius. Härav kommer namnet mangelbodsvillan. En drängkammare uppfördes intill mangelboden. Mangelboden inreddes för sommargäster. Huset blev sedermera sommarbostad för gäster för att senare övergå till permanentbostad. I Äppelvikshamnen fanns under senare delen av 1800-talet flera sommarvillor. Förutom Stora sjövillan och Mangelbodsvillan finns ytterligare tre villor från den tiden bevarade. De utgör numera permanentbostäder. Fasaden har en locklistpanel som mot sydväst är ljust gråmålad och mot nordost ljust rosamålad. På sydöstra gaveln finns gesims som avgränsning mellan fasaden och yttertaket. Ytterdörren är en rosamålad trädörr med fönster mot sydväst. Till entrén leder en dubbelsidig trätrappa med kryssräcke. Vid nordvästra gaveln finns en gråmålad panelad trädörr med fönster. Mot nordost finns också en panelad trädörr. Fönstren är spröjsade med rosamålade snickerier och omfattningar. I trädgården växer syréner, pioner, prästkragar, vitklöver, luktärter och lobelia.

### Kulan

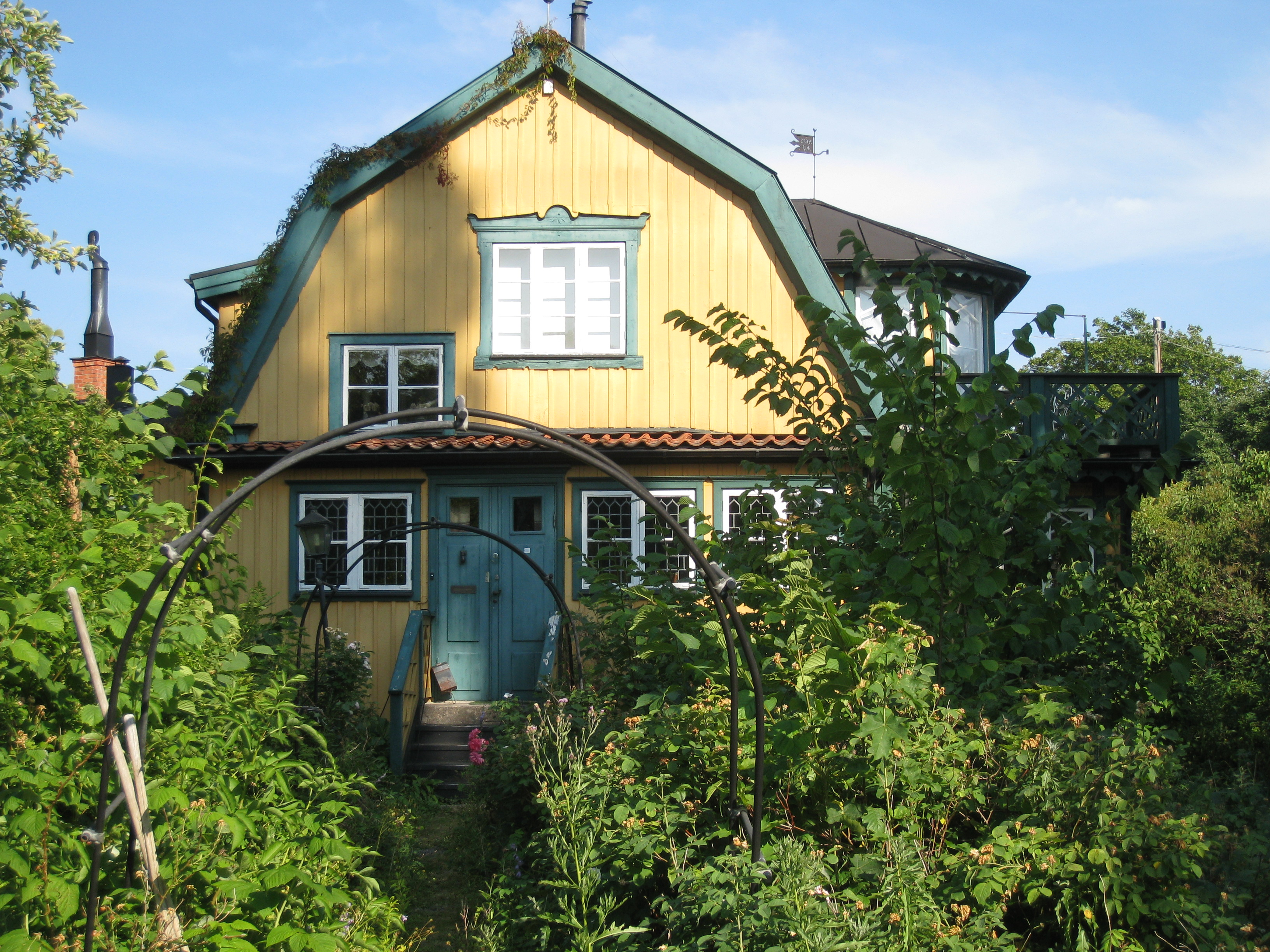
Kulan.

Kulan är en villa längst ner i södra delen av Mälarparken nära Äppelvikshamnen vid nuvarande Äppelviksvägen 37. Det hus som benämns "Kulan" i kvarteret Flyttblocket 6 uppfördes 1847 samtidigt som Stora Sjövillan och var från början bostad för sommargäster. 1864 sålde Blackstadius sin gård till Lars Montén. Monténs systersonson Eric Bergstedt (1838-1911) använde Kulan som sommarbostad. Eric Bergstedt var en av arvingarna till Firma Lars Montén och ägde fastigheten Monténska huset då det uppfördes. Eric Bergstedt hade tillsammans med sin kusin Carl Bergstedt ärvt de båda gårdarna Alvik och Äppelviken av såpfabrikör Lars Montén när avled 1872. Eric och Carl var Monténs systersonsöner. Carl Bergstedt använde under lång tid Alviks mangårdsbyggnad som sommarnöje. Carl lät bygga nya ekonomibyggnader, stallar och ladugård på tomterna för Runda vägen nr 1-3-4-5 och 6. En kusin till Eric Bergstedt var Pehr Bergstedt (1848-1924) var bokhållare och verkmästare vid Firma Lars Montén och köpte Ålstens gård i Bromma, som han ägde fram till början av 1920-talet. Där bodde han endast sommartid i huvudbyggnaden, vilket han fortsatte med fram till 1916. I övrigt var Ålstens gård utarrenderad.
Byggnaden Kulan har en bevarad karaktär och ett byggnadshistoriskt värde. De om- och tillbyggnader som skett under 1900-talet stämmer ej med ursprunglig arkitektur, men utgör intressanta årsringar i byggnadens historia. Huset är idag permenentbostad. Kulan är en viktig rest av den äldre bebyggelsen i Äppelviken och har genom sin koppling till Äppelvikens gård ett stort lokalhistoriskt värde. Genom sin historia som bostad för sommargäster har anläggningen även ett socialhistoriskt värde. Fastigheten/fastigheterna ingår i en kulturhistoriskt värdefull miljö utpekad i Stockholms översiktsplan. Kulan är grönmarkerad. Grönt betecknar en fastighet eller flera fastigheter med bebyggelse som är särskilt värdefull från historisk, kulturhistorisk, miljömässig eller konstnärlig synpunkt, enligt Riksantikvarieämbetet.

## Nutida bilder

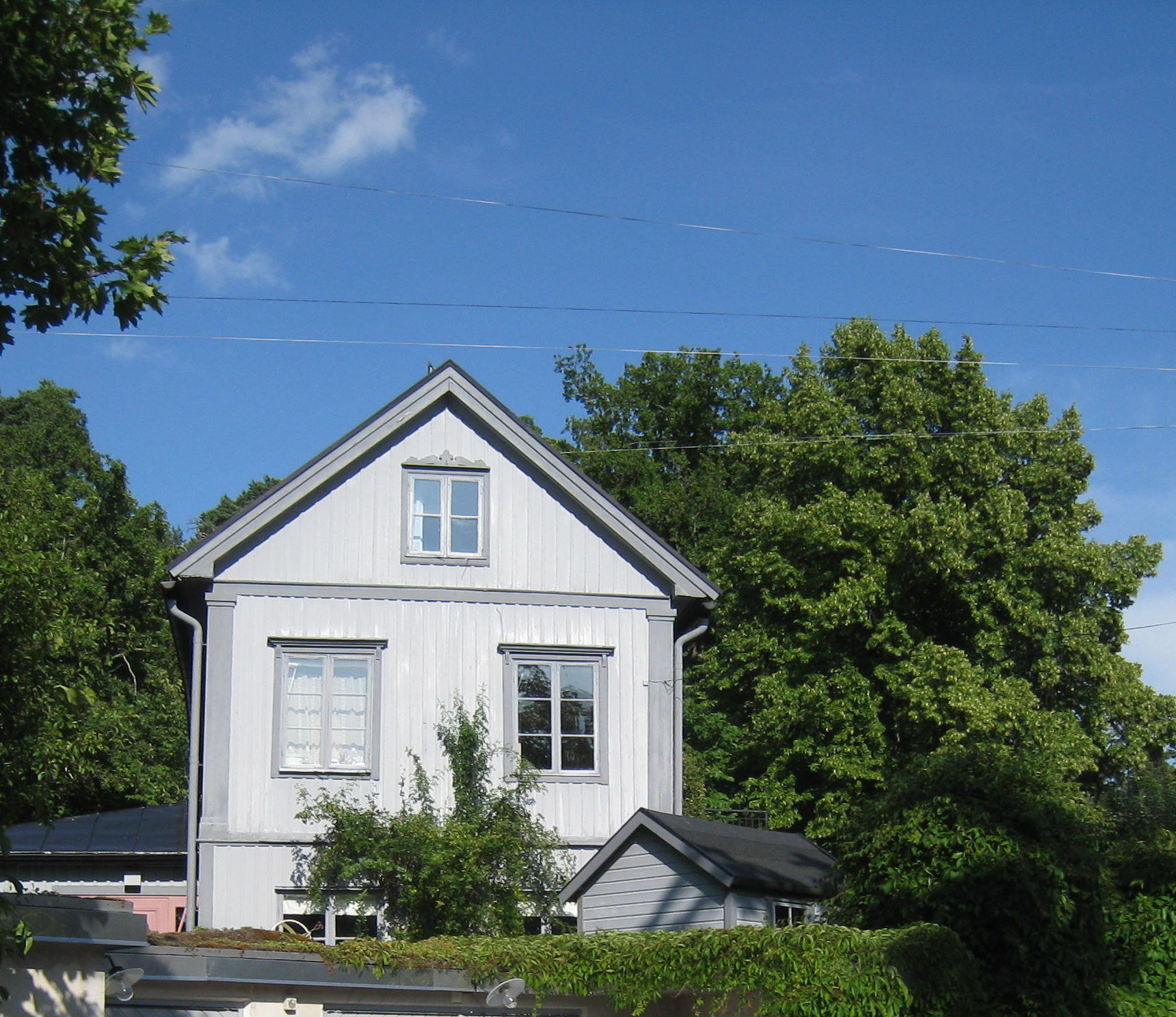
Äppelvikens gård, Äppelviksvägen 31
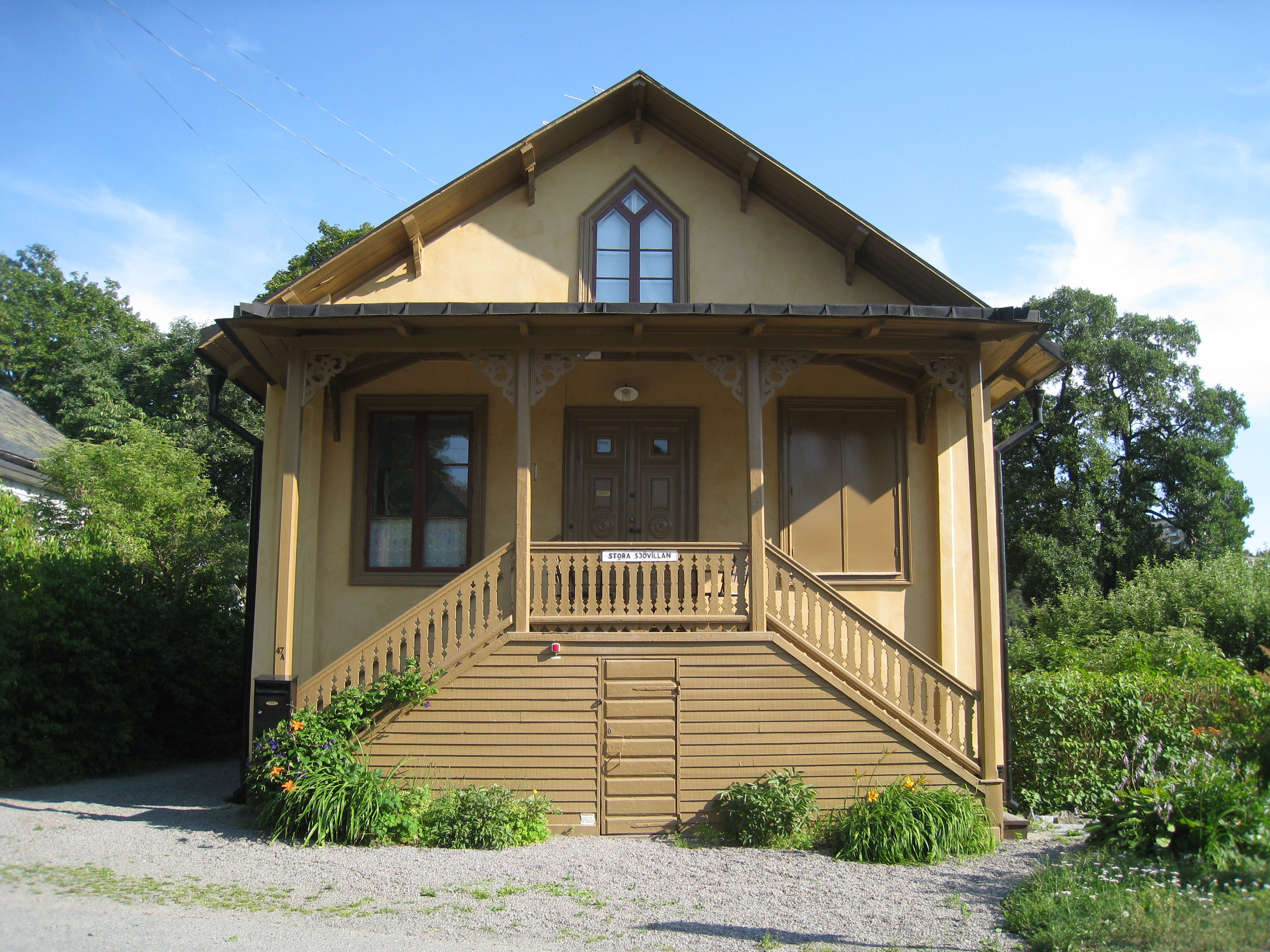
Stora Sjövillan
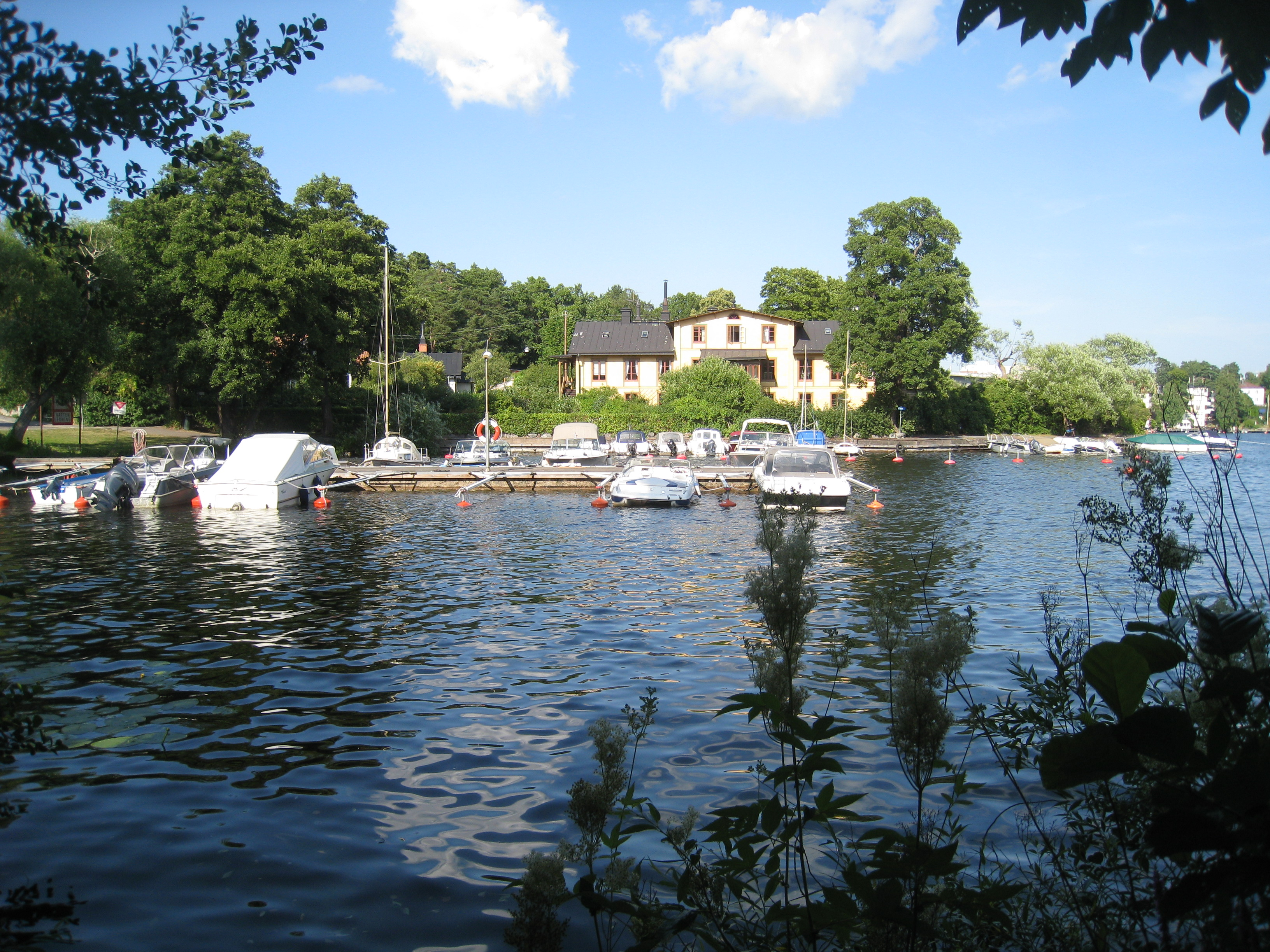
Utsikt mot Stora Sjövillan från Borgberget
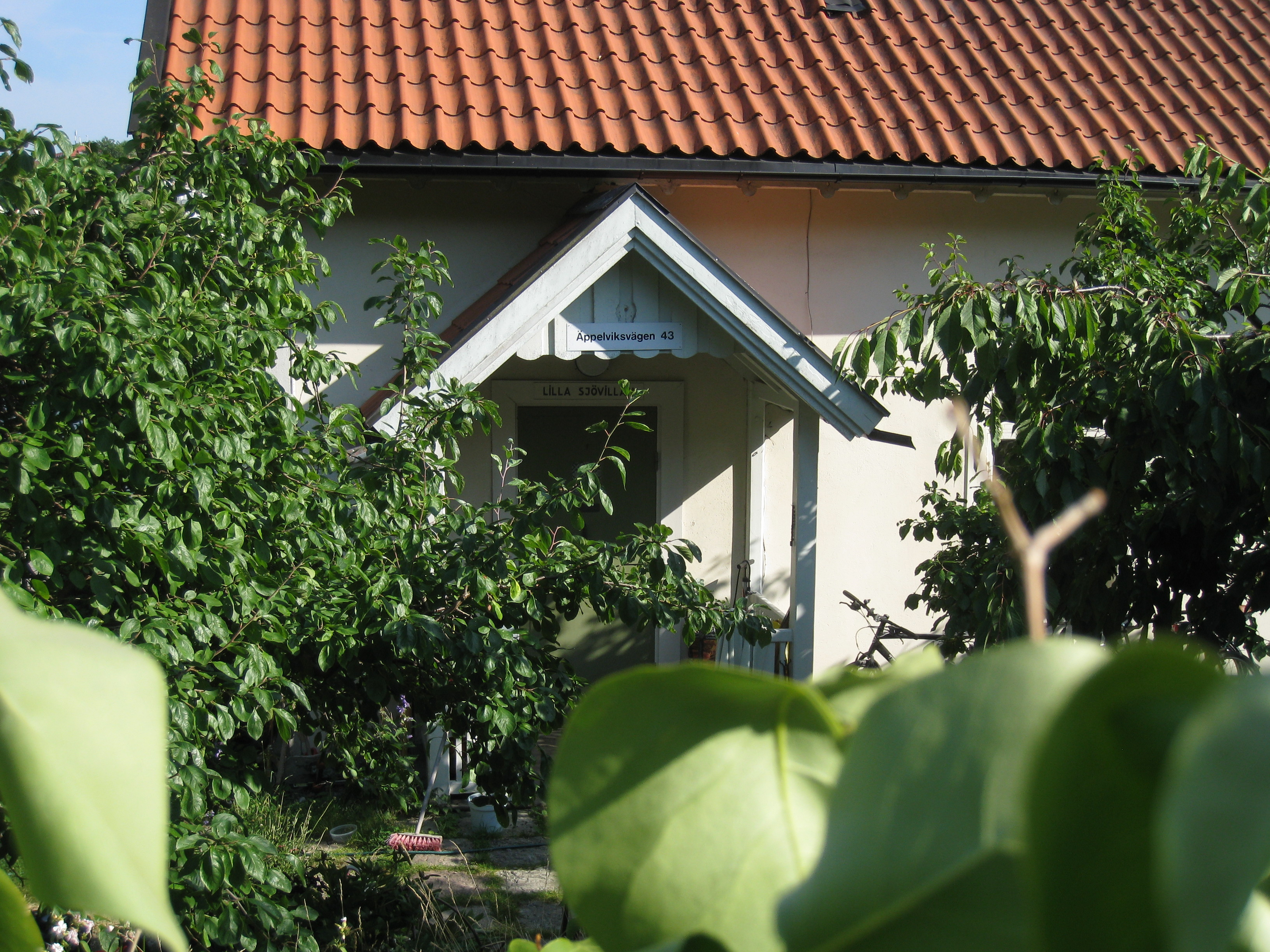
Lilla Sjövillan.
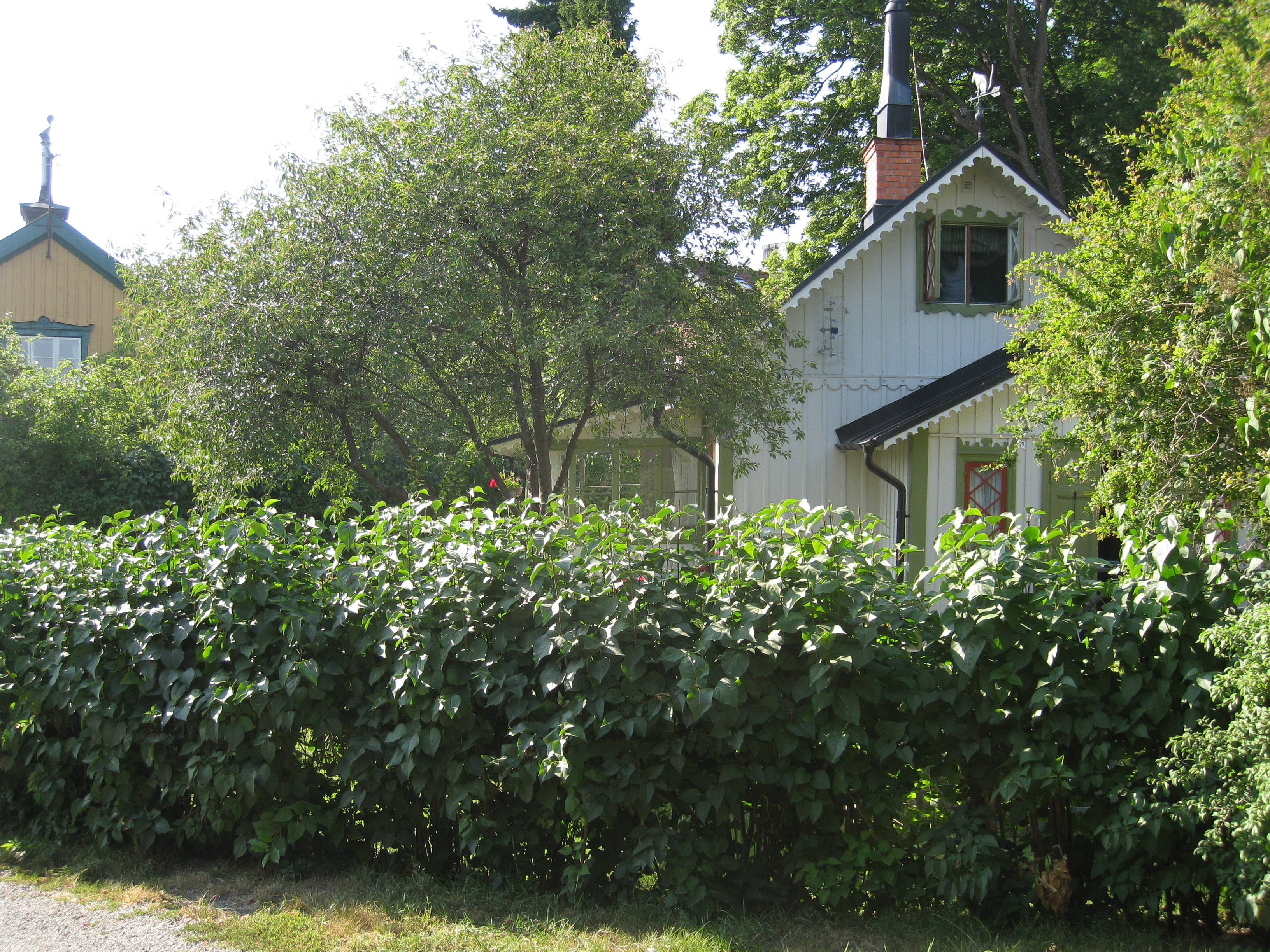
Alphyddan
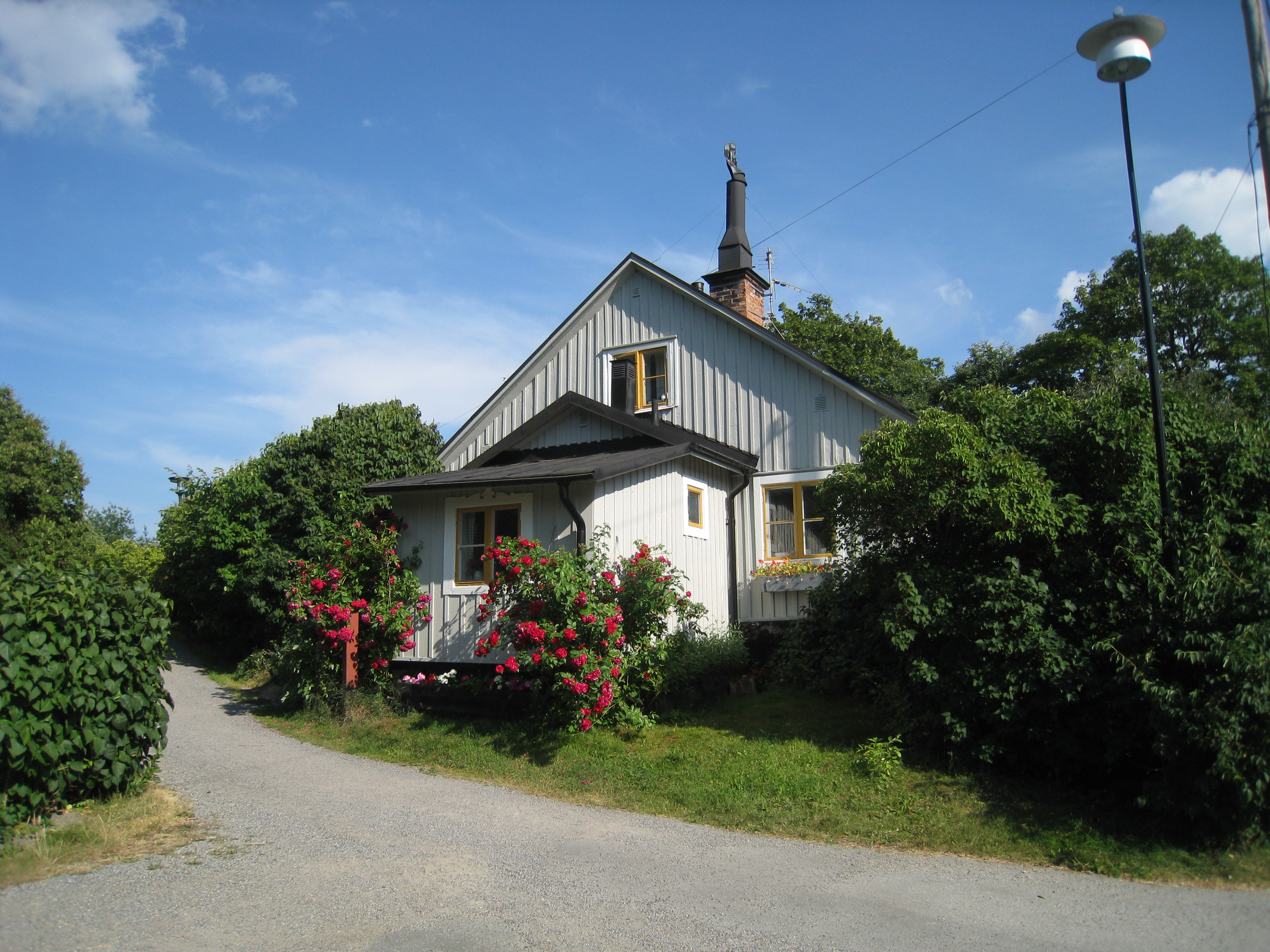
Mangelbodvillan
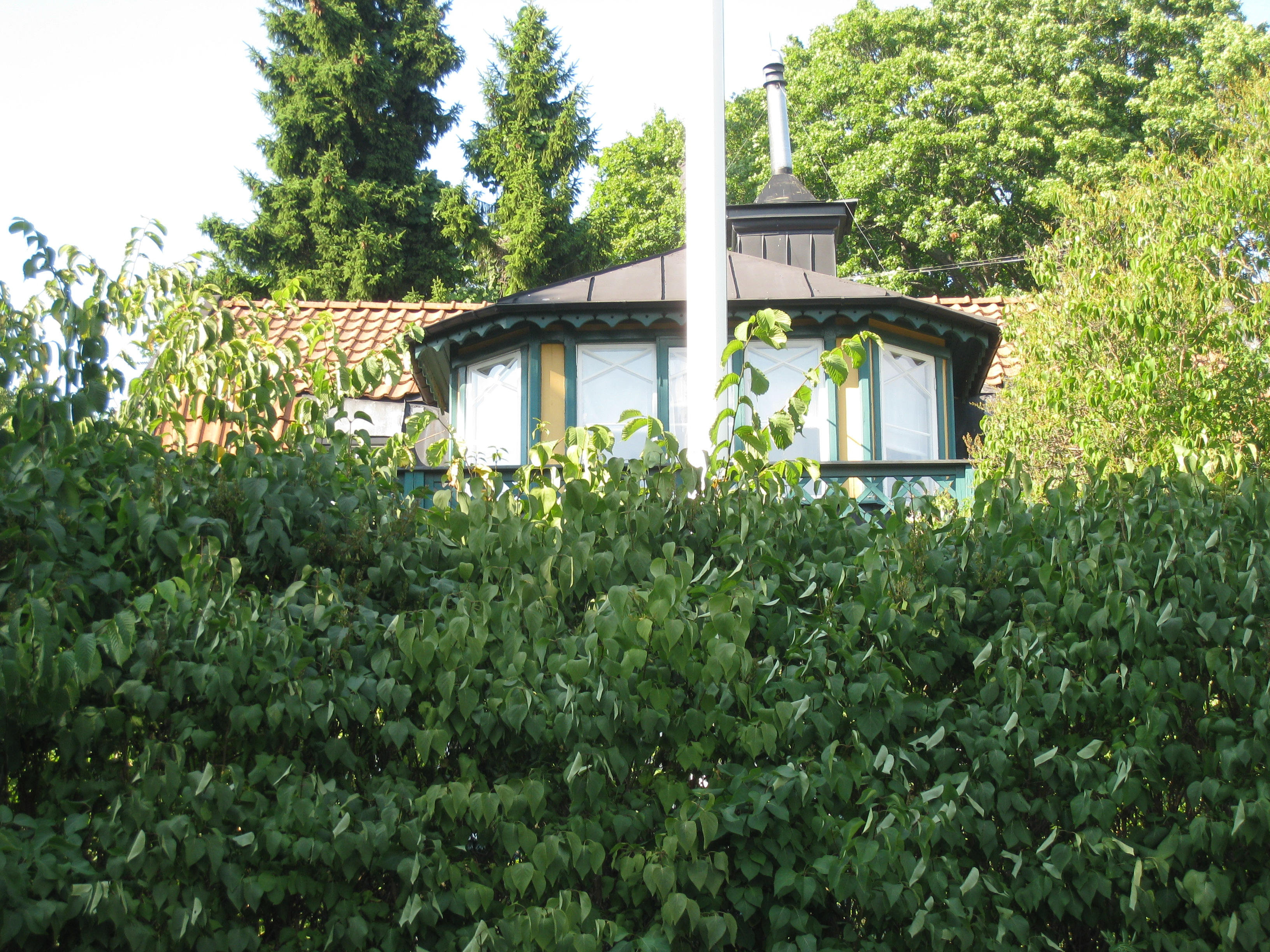
Kulan

## Fotografier från 1960-talet
Fotografen Lennart af Petersens (1913-2004) var under 35 år (1942-1977) anställd vid Stockholms stadsmuseum för att dokumentera Stockholms förändring; han dokumenterade också många brommamiljöer.

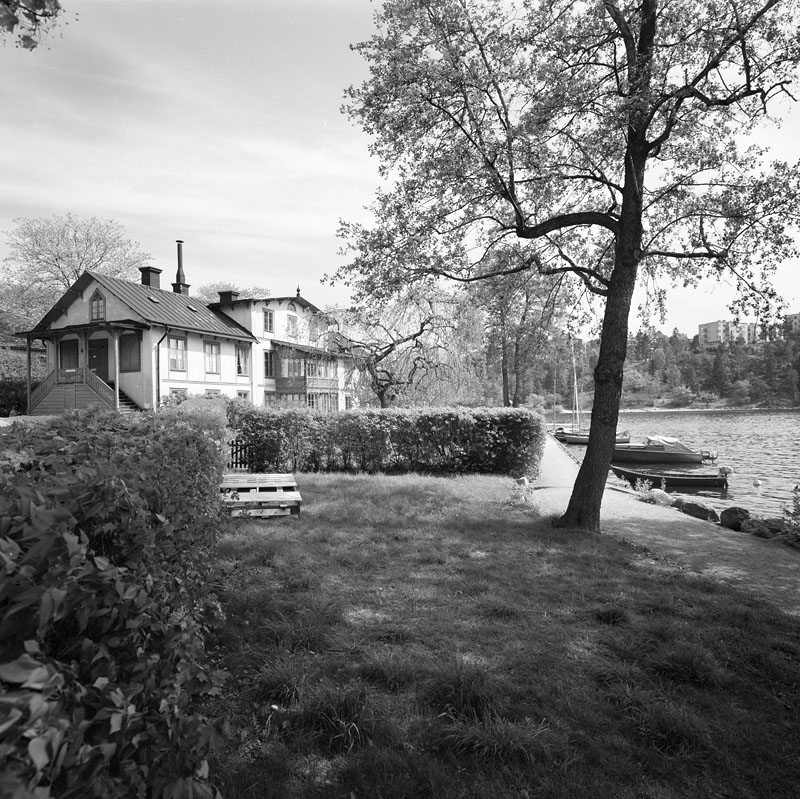
Stora Sjövillan 1960.
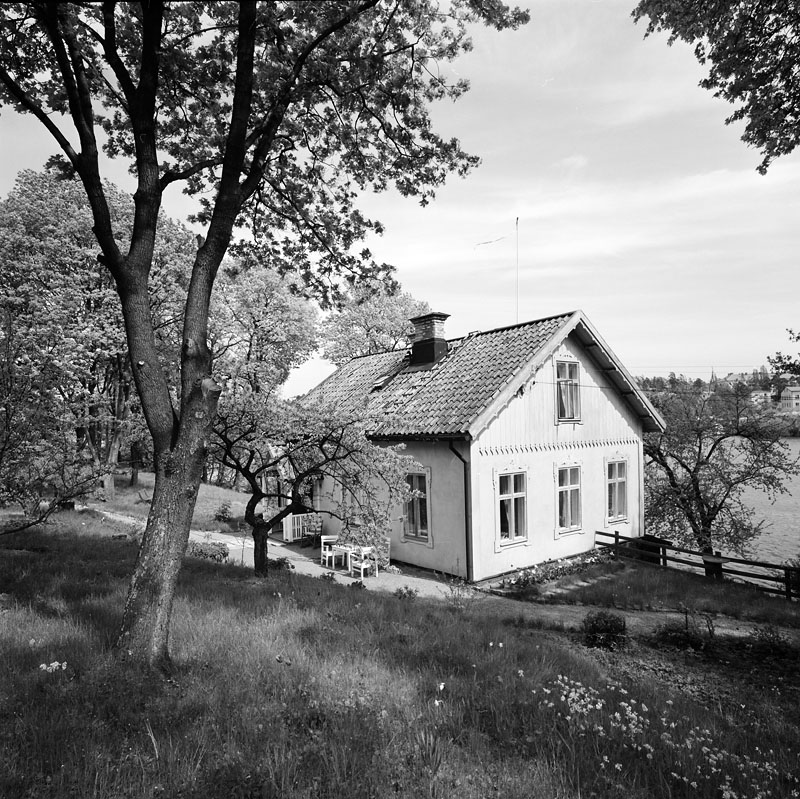
Lilla Sjövillan 1960.
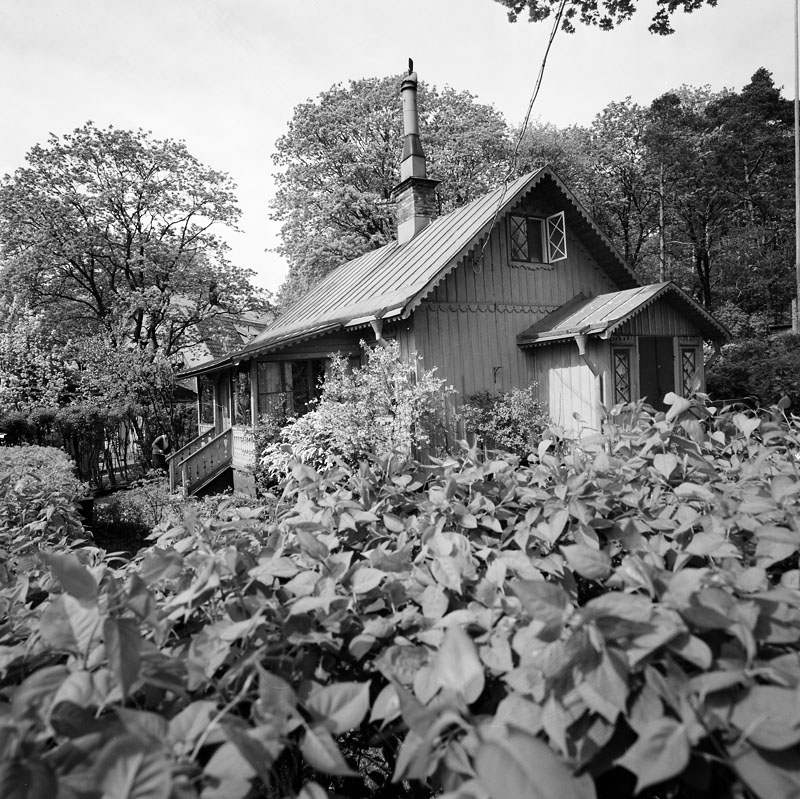
Alphyddan 1960.
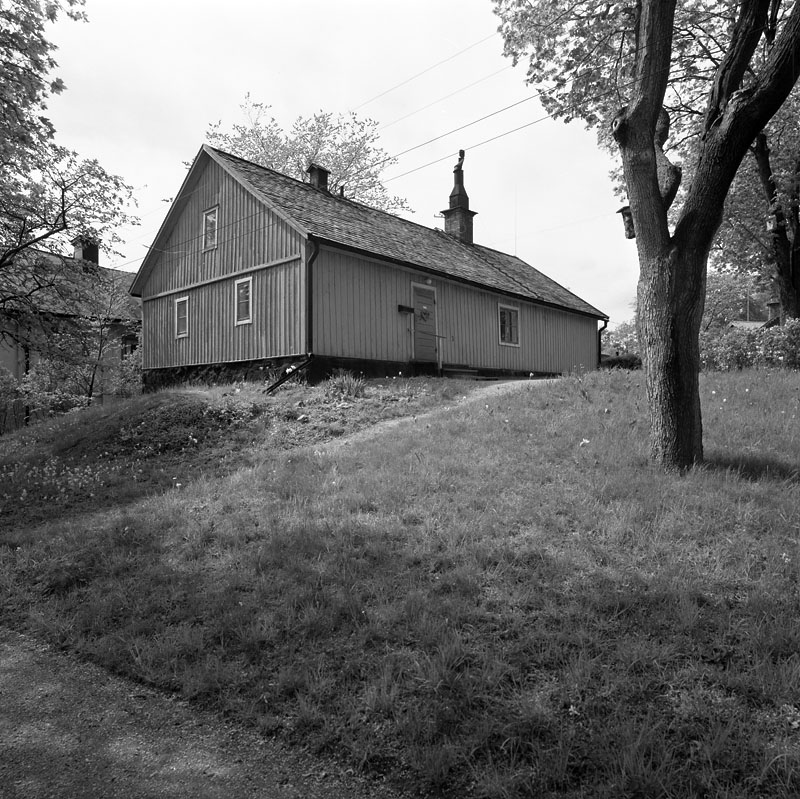
Mangelbodsvillan 1960.

## Några tidigare byggnader i Äppelvikshamnen

### Bergshyddan
Bergshyddan låg strax nordväst om Äppelvikshamnen. Huset hade byggts 1867 till lavbränneri och samma år började Blackstadius bränna brännvin av renlav i Bergshyddan. Bergshyddan brann ner 1974.
I Bergshyddan brände Blackstadius brännvin av renlav. Bränneriperioden blev emellertid kort, den varade åren 1867-1874. År 1874 byggdes huset om till sommarbostad. Redan tjugo år tidigare, 1847, hade Stora Sjövillan byggts av Blackstadius. Han var ju ägare av egendomen Äppelvikens gård och hade inrättat ett bränneri i Stora Sjövillan. Några år senare tillkom således Bergshyddan, där Blackstadius brände brännvin av renlav. Båda brännerierna lades ner efter några år. Bergshyddan byggdes om till sommarnöje i slutet av 1800-talet. I detta hus höll för länge sedan  också föreningen Studenter och Arbetare, Laboremus, en socialdemokratisk studentklubb, sina sammankomster. Idag finns bara några grundstenar kvar, efter det att huset, efter kraftigt förfall, brann ned i maj 1974.
Om verksamheten i de båda brännerierna i Stora Sjövillan och i Bergshyddan minner ännu några kvartersnamn i Äppelviken såsom Brännmästaren, Destillatorn och Renlaven. 

### Äppelvikens kallbadhus
Äppelvikens kallbadhus låg under en tid, från 1916 till 1939, nedanför Bergshyddan. De första dagarna i september 1939, då det andra världskriget bröt ut, glömde hamnstyrelsen i Stockholm bort den vanliga veckopumpningen av pontonerna, och badhuset sjunk.
Äppelvikens kallbadhus, som vilade på 14 pontoner, levererades den 15 juli 1916 och fanns kvar till september 1939, då det sjönk, för att man hade glömt att pumpa vatten ur pontonerna. Husen ansågs inte värda att bärgas och repareras, utan försvann därmed. Badhuset "höggs upp till kaffeved".
Kallbadhuset byggdes vid lastbryggan i Äppelvikshamnen och var beläget cirka 150 meter nordost om Stora Sjövillan, alldeles nära Bergshyddan. Badhuset var stadigt förankrat i det höga, branta berget i Badhusparken, nu kallad Mälarparken, eftersom det inte finns något badhus längre. Från berget ledde en lång trätrappa ned till badhusets landgång. Därinnanför satt föreståndarinnan och kasserade in avgiften. Hon höll också ordning och reda på badgästerna, huvudsakligen barn och ungdom från trakten. Badhuset var vid bra väderlek öppet hela somrarna från slutet av maj till början av september. I både herr- och damavdelningen fanns en stor och en liten bassäng. Den stora var knappt två meter djup och den lilla var avsedd för småbarn och icke simkunniga. Man kunde också bada i sjön utanför badhuset och till exempel simma över till Stora Essingen.

## Stockholms stadsmuseums byggnadsinventering i Äppelviken
Stockholms stadsmuseum har under 2004-2007 inventerat samtliga byggnader i stadsdelen uppförda före 1990. De mest värdefulla fastigheterna har getts en blåmärkning vilket innebär det starkaste skyddet och att fastighetens kulturhistoriska värde motsvarar fordringarna för byggnadsminnen i Kulturmiljölagen. Vid inventeringen gavs fem anläggningar en blå märkning. Ett flertal anläggningar fick en grön märkning, det näst högsta värdet, som betyder att fastigheten är särskilt värdefull i någon mening.